# Egyptian Premier League 2011/12
Die Egyptian Premier League 2011/12 war die 55. Saison der Egyptian Premier League, der höchsten ägyptischen Meisterschaft im Fußball seit deren Einführung im 1948/49.
Aufgrund einer Aufstockung des Teilnehmerfeldes von 16 auf 19 Mannschaften stiegen die drei am schlechtesten platzierten Mannschaften der Vorsaison, al-Ittihad Al-Sakndary, Smouha Sporting Club und al Mokawloon Al Arab nicht ab, sondern verblieben in der höchsten Spielklasse. Aus der Egyptian Second Division 2010/11 stiegen El Dakhleya, Ghazl El Mahalla SC und Bani Sweif SC in die oberste Spielklasse auf. Titelverteidiger ist al Ahly Kairo.

## Modus
Die Meisterschaft wurde von den 19 Mannschaften im Ligasystem ausgetragen, wobei jede Mannschaft zweimal gegen jede andere Mannschaft spielte. Die Meisterschaft wurde am 10. März 2012 abgebrochen. Zu diesem Zeitpunkt führte Haras El-Hodood SC die Tabelle an.

## Teilnehmende Mannschaften
Insgesamt nahmen seit 1948/49 64 verschiedene Mannschaften an der Meisterschaft teil, jedoch gelang es nur al Ahly Kairo und al Zamalek SC, an allen Meisterschaften teilzunehmen.
Folgende 19 Mannschaften nehmen in der Saison 2011/12 an der Egyptian Premier League teil:
| Mannschaft             | Ort                 | Stadion                        | Kapazität |
| ---------------------- | ------------------- | ------------------------------ | --------- |
| al Ahly Kairo          | Kairo               | Cairo International Stadium    | 74.100    |
| al-Ittihad Al-Sakndary | Alexandria          | Alexandria Stadium             | 13.660    |
| al-Masry               | Port Said           | Port-Said-Stadion              | 17.988    |
| al Mokawloon Al Arab   | Kairo               | Osman Ahmed Osman Stadium      | 35.000    |
| Bani Sweif SC          | Bani Suwaif         | Bani Sweif Stadium             | 10,000    |
| El Dakhleya            | Kairo               | El Sekka El Hadeed Stadium     | 20.000    |
| El-Entag El-Harby      | Kairo               | Al-Salam Stadium               | 30,000    |
| El Gouna FC            | Hurghada            | El Gouna Stadion               | 14.000    |
| ENPPI Club             | Kairo               | Petro Sport Stadium            | 25.000    |
| Ghazl El Mahalla SC    | El Mahalla El Kubra | El Mahalla Stadium             | 29.000    |
| Haras El-Hodood SC     | Alexandria          | Haras El Hedood Stadium        | 22.000    |
| Ismaily SC             | Ismailia            | Ismailia Stadium               | 18.525    |
| Ittihad El-Shorta      | Kairo               | Police Academy Stadium         | 22.000    |
| Misr El-Makasa         | Fayoum              | Fayoum Stadium                 | 10,000    |
| Petrojet FC            | Sues                | Suez Stadium                   | 25.000    |
| Smouha Sporting Club   | Alexandria          | Alexandria Stadium             | 13.660    |
| Tala’ea El-Gaish SC    | Kairo               | Gehaz El Reyada Stadium        | 22.000    |
| Wadi Degla FC          | Kairo               | Cairo Military Academy Stadium | 22,000    |
| al Zamalek SC          | Gizeh               | Cairo International Stadium    | 74,100    |

## Persönliches und Sponsoring
| Mannschaft             | Trainer         | Kapitän             | Ausrüster | Hauptsponsor   |
| ---------------------- | --------------- | ------------------- | --------- | -------------- |
| al Ahly Kairo          | Hossam El Badry | Hossam Ghaly        | adidas    | Etisalat Egypt |
| al-Ittihad Al-Sakndary | José Maceda     | Ibrahim El Shayeb   | Diadora   | McDonald’s     |
| al-Masry               | Talaat Youssef  | Ahmed Fawzi         | Umbro     | MTS Egypt      |
| al Mokawloon Al Arab   | Mohammed Radwan | Mohammed El Akabawy | Diadora   | McDonald’s     |
| El Dakhleya            | Alaa Abdelaal   | Mostafa Nasr        | Diadora   | McDonald’s     |
| El-Entag El-Harby      | Osama Orabi     | Hazem Fathi         | Diadora   | McDonald’s     |
| El Gouna FC            | Anwar Salama    | Nour El-Sayed       | Umbro     | Mobinil        |
| ENPPI Club             | Mokhtar Mokhtar | Adel Moustafa       | Nike      | McDonald’s     |
| Ghazl El Mahalla SC    | Salah El Nahi   | Ibrahim Farag       | Diadora   | McDonald’s     |
| Haras El-Hodood SC     | Tarek El Ashry  | Mohamed Halim       | Diadora   | McDonald’s     |
| Ismaily SC             | Mahmoud Gaber   | Mohamed Homos       | BURRDA    | —              |
| Ittihad El-Shorta      | Ägypten         | Ägypten             | Nike      | McDonald’s     |
| Misr El-Makasa         | Tarek Yehia     | Hassan Kondi        | Legea     | McDonald’s     |
| Petrojet FC            | Taha Basry      | Amr Hassan          | Umbro     | McDonald’s     |
| Smouha Sporting Club   | Shawky Gharib   | Ahmed Hamodi        | Diadora   | McDonald’s     |
| Tala’ea El-Gaish SC    | Farouk Gaafar   | Ernest Papa Arko    | Diadora   | McDonald’s     |
| Bani Sweif SC          | Hamza El-Gamal  | Saber Hussein       | Diadora   | McDonald’s     |
| Wadi Degla FC          | Walter Meeuws   | Mohamed Kawarshy    | JAKO      | WADI DEGLA     |
| al Zamalek SC          | Hassan Shehata  | Abdelwahed El-Sayed | adidas    | York ACs       |

## Tabelle
| Pl.                                         | Verein                  | Sp. | S  | U | N  | Tore    | Diff. | Punkte |
| ------------------------------------------- | ----------------------- | --- | -- | - | -- | ------- | ----- | ------ |
| 1.                                          | Haras El-Hodood SC      | 14  | 12 | 1 | 1  | 025:900 | +16   | 37     |
| 2.                                          | al Ahly Kairo (M)       | 15  | 11 | 3 | 1  | 028:120 | +16   | 36     |
| 3.                                          | al Zamalek SC           | 14  | 10 | 2 | 2  | 027:110 | +16   | 32     |
| 4.                                          | al-Masry                | 15  | 7  | 5 | 3  | 017:100 | +7    | 26     |
| 5.                                          | Ittihad El-Shorta       | 15  | 7  | 5 | 3  | 016:100 | +6    | 26     |
| 6.                                          | Ismaily SC              | 14  | 7  | 4 | 3  | 017:130 | +4    | 25     |
| 7.                                          | Misr El-Makasa          | 15  | 6  | 6 | 3  | 029:190 | +10   | 24     |
| 8.                                          | ENPPI Club (C)          | 16  | 7  | 3 | 6  | 028:250 | +3    | 24     |
| 9.                                          | El Gouna FC             | 16  | 5  | 7 | 4  | 022:280 | −6    | 22     |
| 10.                                         | Wadi Degla FC           | 14  | 4  | 7 | 3  | 017:150 | +2    | 19     |
| 11.                                         | Bani Sweif SC (N)       | 16  | 6  | 1 | 9  | 016:210 | −5    | 19     |
| 12.                                         | Tala’ea El-Gaish SC     | 16  | 3  | 8 | 5  | 019:210 | −2    | 17     |
| 13.                                         | al-Ittihad Al-Sakndary  | 16  | 3  | 6 | 7  | 014:210 | −7    | 15     |
| 14.                                         | Smouha Sporting Club    | 15  | 3  | 4 | 8  | 015:230 | −8    | 13     |
| 15.                                         | Petrojet FC             | 14  | 1  | 8 | 5  | 012:210 | −9    | 11     |
| 16.                                         | Ghazl El Mahalla SC (N) | 14  | 2  | 5 | 7  | 011:290 | −18   | 11     |
| 17.                                         | al Mokawloon Al Arab    | 15  | 2  | 4 | 9  | 017:240 | −7    | 10     |
| 18.                                         | El-Entag El-Harby       | 17  | 1  | 6 | 10 | 008:260 | −18   | 09     |
| 19.                                         | El Dakhleya (N)         | 15  | 1  | 5 | 9  | 012:220 | −10   | 08     |
| Stand: 1. Februar 2012 (danach abgebrochen) |                         |     |    |   |    |         |       |        |

| (M) | amtierender Meister   |
| (C) | amtierender Cupsieger |
| (N) | Neuaufsteiger         |

## Kreuztabelle
| 2011/12 Stand: 1. Februar 2012 (danach abgebrochen) |     | al-Ittihad Al-Sakndary |     | al Mokawloon Al Arab | El Dakhleya | El-Entag El-Harby | El Gouna FC | ENPPI Club | Ghazl El Mahalla SC | Haras El-Hodood SC |     | Ittihad El-Shorta | Misr El-Makasa | Petrojet FC | Smouha Sporting Club | Tala’ea El-Gaish SC | Bani Sweif SC | Wadi Degla FC | al Zamalek SC |
| --------------------------------------------------- | --- | ---------------------- | --- | -------------------- | ----------- | ----------------- | ----------- | ---------- | ------------------- | ------------------ | --- | ----------------- | -------------- | ----------- | -------------------- | ------------------- | ------------- | ------------- | ------------- |
| al Ahly Kairo                                       |     |                        |     | 2:0                  | 3:1         |                   | 1:1         |            |                     | 1:0                | 1:0 |                   |                |             | 3:1                  | 3:0                 |               |               |               |
| al-Ittihad Al-Sakndary                              | 0:2 |                        |     |                      |             |                   |             |            | 3:0                 |                    | 0:1 |                   |                |             | 3:3                  | 1:0                 |               | 0:0           | 0:2           |
| al-Masry                                            | 3:1 | 2:0                    |     | 1:0                  |             |                   |             | 1:0        |                     |                    |     |                   |                |             | 1:1                  | 1:1                 | 1:0           |               |               |
| al Mokawloon Al Arab                                |     |                        |     |                      | 4:1         | 0:0               | 4:1         |            |                     | 2:3                | 0:1 | 2:2               |                |             |                      |                     |               |               | 1:3           |
| El Dakhleya                                         |     | 1:1                    | 2:0 |                      |             | 0:0               |             |            | 1:1                 |                    | 1:2 |                   | 0:1            |             |                      |                     | 0:1           |               |               |
| El-Entag El-Harby                                   | 1:1 | 0:0                    | 1:1 |                      |             |                   |             | 0:2        |                     |                    |     | 1:2               |                | 0:0         |                      | 1:2                 | 1:0           | 2:3           |               |
| El Gouna FC                                         |     |                        |     |                      |             | 3:0               |             |            | 2:2                 |                    | 4:1 | 0:0               | 1:1            | 3:1         |                      |                     | 2:1           |               |               |
| ENPPI Club                                          | 2:3 |                        |     | 3:0                  | 3:2         |                   | 3:3         |            |                     |                    |     |                   |                |             |                      | 2:2                 |               | 3:3           | 2:1           |
| Ghazl El Mahalla SC                                 | 0:2 | 0:0                    | 0:3 |                      |             | 2:0               |             | 2:1        |                     |                    |     |                   |                | 2:2         |                      |                     | 0:3           | 0:0           |               |
| Haras El-Hodood SC                                  |     |                        | 2:1 |                      |             | 3:0               | 1:0         |            | 1:0                 |                    |     | 2:0               | 1:1            |             |                      |                     |               |               |               |
| Ismaily SC                                          |     | 1:1                    | 0:0 |                      |             |                   | 2:1         |            |                     |                    |     | 1:1               | 0:0            | 3:1         |                      |                     |               |               |               |
| Ittihad El-Shorta                                   | 0:1 | 1:0                    | 0:0 |                      |             |                   |             | 0:1        |                     |                    |     |                   |                | 2:0         | 2:0                  |                     | 2:0           |               |               |
| Misr El-Makasa                                      | 1:2 | 5:2                    |     |                      |             | 2:0               |             | 2:1        | 5:1                 |                    |     | 1:1               |                | 2:3         |                      |                     | 3:0           |               |               |
| Petrojet FC                                         | 2:2 |                        |     | 1:1                  |             |                   |             |            |                     | 0:3                |     |                   |                |             | 0:0                  | 1:1                 |               | 0:1           |               |
| Smouha Sporting Club                                |     |                        |     | 1:1                  | 2:1         |                   | 0:1         |            |                     | 1:2                | 2:1 |                   | 3:1            |             |                      |                     |               |               | 0:1           |
| Tala’ea El-Gaish SC                                 |     |                        |     | 2:1                  | 1:1         |                   | 1:1         |            | 3:0                 | 0:1                | 1:2 |                   | 1:1            |             |                      |                     |               |               | 1:1           |
| Bani Sweif SC                                       |     | 2:1                    |     | 1:0                  |             |                   |             | 1:2        |                     |                    |     |                   |                | 0:0         | 2:1                  | 2:1                 |               | 1:2           | 0:2           |
| Wadi Degla FC                                       |     |                        |     |                      | 0:0         |                   | 0:0         |            |                     | 1:2                | 0:1 |                   | 3:3            |             | 2:0                  | 2:2                 |               |               |               |
| al Zamalek SC                                       |     |                        | 2:1 |                      | 2:1         | 3:1               |             |            | 6:1                 |                    |     | 1:2               |                |             |                      |                     |               |               |               |

## Torschützenliste
| Pl.                                         | Name                | Mannschaft           | Tore |
| ------------------------------------------- | ------------------- | -------------------- | ---- |
| 01.                                         | Ahmed Raouf         | ENPPI Club           | 10   |
| 02.                                         | Ahmed Hassan Mekky  | Haras El-Hodood SC   | 09   |
| 03.                                         | Abdoulaye Cissé     | al-Masry             | 08   |
| 03.                                         | Hosny Abd Rabo      | Ismaily SC           | 08   |
| 03.                                         | Anicet Oussou Konan | Misr El-Makasa       | 08   |
| 03.                                         | Fouad Salama        | Misr El-Makasa       | 08   |
| 07.                                         | Samuel Affum        | Smouha Sporting Club | 07   |
| 07.                                         | Salah Amin          | Tala’ea El-Gaish SC  | 07   |
| 07.                                         | Minusu Buba         | El Gouna FC          | 07   |
| 07.                                         | Mohamed Salah       | al Mokawloon Al Arab | 07   |
| 07.                                         | Ahmed Hassan        | al Zamalek SC        | 07   |
| Stand: 1. Februar 2012 (danach abgebrochen) |                     |                      |      |